# Estádio Municipal Ariston Azevedo
O Estádio Municipal Ariston Azevedo, mais conhecido como Aristão, é um estádio de futebol localizado em Nossa Senhora das Dores e construído em 1940. Desde sua inauguração o estádio já recebeu grandes jogos. Nas décadas de 70 e 80 era o palco do clube em campeonatos sergipanos de futebol amador, recebendo dessa forma grandes clubes do futebol amador estadual como Rio Branco de Capela, Verona de Siriri e entre outros. Hoje, esporadicamente recebe jogos de maior importância a nível estadual, tal como Sergipão e Segunda Divisão, mais recentemente, recebeu a final do Sergipão Segunda Divisão de 2015 título conquistado pela equipe alvirrubra.

## História
O primeiro clube a mandar jogos no estádio foi o Avenida que possuí mais de 80 anos, só a partir de 1948 quando o Dorense FC foi fundado que passou a administrar o estádio e a mandar seus principais jogos. [carece de fontes?].
O Ariston Azevedo representa o principal palco para as seguintes competições profissionais e amador que estruturam o calendário desportivo anual envolvendo clubes de Nossa Senhora das Dores:
- Campeonato Sergipano de Futebol (Nível Estadual);
- Campeonato Sergipano de Futebol da 2ª Divisão (Nível Estadual);
- Copa Aberta (Nível Municipal);
- Copa Revista Perfil de Futebol (Nível Municipal);
- Copa Verão de Futebol (Nossa Senhora das Dores) (Nível Municipal);

## Inauguração dos Refletores
Um antigo sonho dos desportistas de Nossa Senhora das Dores e uma reivindicação dos dirigentes do Dorense Futebol Clube, se transforma em realidade. O governador Jackson Barreto inaugurará o sistema de iluminação do estádio Ariston Azevedo, proporcionando que praça de esportes receba jogos noturnos, como exigem os regulamentos de competições da Federação Sergipana de Futebol (FSF).
Dentro da programação de inauguração, estão previstas duas partidas de futebol. A partida preliminar, marcada para as 16h00 reúne as equipes masters do Dorense e do Flamengo, ambos revivendo o Derby de Dores daquela cidade. Na partida principal, marcada para as 19h00, o espetáculo fica por conta do time de profissionais do Dorense e do Confiança, que se sagrou bicampeão sergipano no último sábado jogo terminando em 2 á 1 para o Alvirrubro do Agreste.
Sistema de iluminação – A instalação do sistema de iluminação do estádio Ariston Azevedo, é fruto de uma parceria entre o Banese Card e a Federação Sergipana de Futebol (FSF).  A obra custou aos cofres públicos o valor de pouco mais R$ 254 mil.
O sistema é idêntico aos que foram instalados pelo governador Jackson Barreto nos estádios Sabino Ribeiro e João Hora de Oliveira, em Aracaju. Consta de quatro torres de iluminação, cada uma com 14 refletores de 1000 watts, com luminosidade suficiente para jogos noturnos, inclusive para transmissão pela televisão.

## História recente
O Dorense Futebol Clube é uma das equipes que ficou mais tempo sem perder dentro dos seus domínios de 16 de novembro de 2014 pelo Sergipão Série A2 até 2 de abril de 2016 quando perdeu pro Confiança de Aracaju por 3 á 0. Ao todo foram 15 jogos invicto nos seus domínios, entre esses jogos destaca-se o empate na final da Série A2 de 2015 contra o Guarany-SE de Porto da Folha conquistando o título e a vitória diante o Itabaiana por 2 á 1 na Série A1 de 2016.

### Maiores Públicos
Esses são os sete maiores públicos do Dorense FC jogando no Caldeirão do Agreste:

### Maiores Goleadas
Esses são os cinco maiores goleadas do Dorense FC jogando no Caldeirão do Agreste: